# Liste des cathédrales d'Autriche

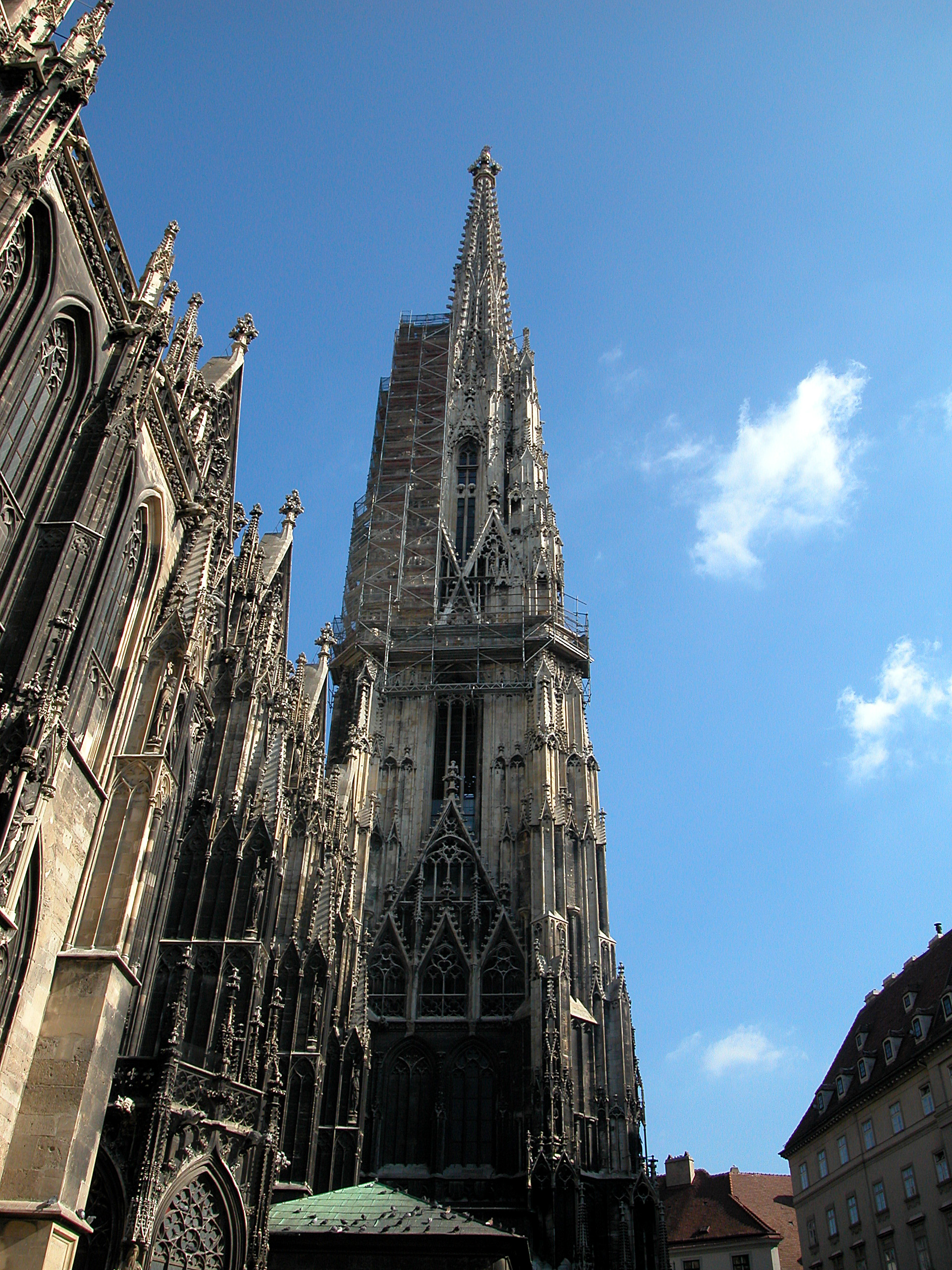
Tour sud de la cathédrale Saint-Etienne (Stephansdom), Vienne.

Cet article recense les cathédrales d'Autriche.

## Liste

### Église catholique romaine
Cathédrales de l'Église catholique romaine :
- Basse-Autriche :
  - Sankt Pölten : cathédrale de l'Assomption-de-Marie (Dom Mariä Himmelfahrt, cathédrale)
  - Wiener Neustadt :
    - cathédrale Saint-Georges, (Kathedrale Sankt Georg, cathédrale du diocèse aux armées)
    - cathédrale de l'Assomption-de-Marie-et-Saint-Rupert (Dom Mariä Himmelfahrt und Sankt Rupert, ancienne cathédrale)

- Burgenland :
  - Eisenstadt : cathédrale Saint-Martin (Dom Sankt Martin, cathédrale)

- Carinthie :
  - Gurk : cathédrale de l'Assomption-de-Marie (Dom Maria Himmelfahrt, co-cathédrale)
  - Klagenfurt : cathédrale Saint-Pierre-et-Saint-Paul (Dom Sankt Peter und Paul, cathédrale)
  - Maria Saal : sanctuaire de l'Assomption-de-Marie (Wallfahrtskirche Maria Himmelfahrt, ancienne cathédrale)
  - Sankt Andrä : cathédrale Saint-André (Dom Sankt Andrä, ancienne cathédrale)

- Haute-Autriche :
  - Enns-Lorch : basilique Saint-Laurent (Basilika Sankt Laurenz, ancienne cathédrale)
  - Linz :
    - Cathédrale de l'Immaculée-Conception (Dom Maria Empfängnis ou Neuer Dom, cathédrale)
    - Cathédrale Saint-Ignace (Dom Sankt Ignatius ou Alter Dom, ancienne cathédrale)

- Salzbourg :
  - Salzbourg :
    - Cathédrale Saint-Rupert-et-Saint-Virgile (Dom Sankt Rupert und Sankt Virgil, cathédrale)
    - Abbatiale Saint-Pierre (Erzabtei Sankt Peter, ancienne cathédrale)
    - Église Notre-Dame (Franziskanerkirche Unserer Lieben Frau, ancienne cathédrale)

- Styrie :
  - Graz : cathédrale Saint-Gilles (Dom Sankt Ägydius, cathédrale)
  - Leoben : cathédrale Sainte-Marie-et-Saint-André (Dom Sankt Maria und Andreas, ancienne cathédrale)
  - Seckau : cathédrale-Abbatiale de l'Assomption-de-Marie (Dom- und Abteikirche Mariä Himmelfahrt	Seckau, co-cathédrale)

- Tyrol :
  - Innsbruck : cathédrale Saint-Jacques (Dom Sankt Jakob, cathédrale)

- Vienne :
  - Cathédrale Saint-Étienne (Dom Sankt Stephan ou Stephansdom, cathédrale)

- Voralberg :
  - Bregenz : abbaye territoriale de Wettingen-Mehrerau (Territorialabtei Wettingen-Mehrerau, cathédrale)
  - Feldkirch : cathédrale Saint-Nicolas (Dom Sankt Nikolaus, cathédrale)

### Église orthodoxe russe
Cathédrales de l'Église orthodoxe russe :
- Vienne : cathédrale Saint-Nicolas ( Kathedrale zum Heiligen Nikolaus, cathédrale)